# Gedenkbaum
Ein Gedenkbaum ist ein Baum, der zum Gedenken an ein Ereignis oder zum Gedenken an eine Person gepflanzt wurde.

## Allgemeines
Bäume sind seit jeher Symbole von Langlebigkeit und Kraft. Laubbäume mit ihren sich jährlich erneuernden Blättern sind daneben Symbole der Wiedergeburt und des Lebens. Besonders seit der Romantik gilt die Eiche zudem als Symbol der Treue. Mit der Nationalromantik des 19. Jahrhunderts, mit der Deutschen Revolution 1848/1849 und der Reichsgründung 1871, die das Gefühl nationaler Einheit bestärkten, zog das Eichenlaub in die deutsche Symbolsprache ein und die Deutsche Eiche wurde zu einem Nationalsymbol.
Das Pflanzen von Gedenkbäumen war seit der Französischen Revolution (in Form von Freiheitsbäumen) üblich geworden. Im Gegensatz zu den Freiheitsbäumen, die in der Regel Linden waren, waren die Gedenkbäume die an Kriege und Schlachten erinnerten, typischerweise Eichen.

## Typen von Gedenkbäumen
| Name                                         | Gedenken an                                         | Anmerkung                                  |
| -------------------------------------------- | --------------------------------------------------- | ------------------------------------------ |
| Bismarckeiche                                | Otto von Bismarck und die Reichseinigung            |                                            |
| Einheitsbäume (oft Buche, Kiefer und Eiche)  | die deutsche Wiedervereinigung                      | teilweise mit Linde, die für Europa steht  |
| Freiheitsbaum                                | Französische Revolution oder das Ideal der Freiheit |                                            |
| Friedenseiche                                | an einen Krieg und den dann folgenden Frieden       |                                            |
| Hindenburgeiche (oder -linde)                | Paul von Hindenburg                                 |                                            |
| Hitler-Eiche                                 | Adolf Hitler                                        |                                            |
| Kaisereiche (oder -linde)                    | an einen Kaiser                                     | von Karl dem Großen bis Kaiser Wilhelm II. |
| Kolonialeiche (oder -linde)                  | die verlorenen deutschen Kolonien                   |                                            |
| Luthereiche (oder -buche, -ulme oder -linde) | Martin Luther und die Reformation                   |                                            |
| Olympia-Eiche                                | Sieg bei den Olympischen Spielen 1936               |                                            |

Neben diesen verbreiteten Typen gibt es eine Vielzahl von Gedenkbäumen für Heilige (z. B.: Sankt-Wolfgangs-Eiche), Künstler (z. B.: Menzellinde), historische Persönlichkeiten (z. B. Ebert-Eiche, Friederikeneiche, Berthold-Eiche), Ereignisse, Legenden (z. B.: The Chained Oak) oder Jubiläen (z. B.: Jahrhunderteiche).

## Gedenkbäume nach Ort
Für folgende Orte bestehen Listen von Gedenkbäumen:
- Liste der Gedenkbäume in Dresden, Sachsen
- Liste der Gedenkbäume in Eisenach, Thüringen
- Liste der Gedenkbäume in Ruhland, Brandenburg
- Liste der Gedenkbäume in Wuppertal, Nordrhein-Westfalen